# Lupinus sierrae-blancae
Lupinus sierrae-blancae är en ärtväxtart som beskrevs av Elmer Ottis Wooton och Paul Carpenter Standley. Lupinus sierrae-blancae ingår i släktet lupiner, och familjen ärtväxter.

## Underarter
Arten delas in i följande underarter:
- L. s. aquilinus
- L. s. sierrae-blancae